# Thermes romains d'Amélie-les-Bains-Palalda
Les thermes romains d'Amélie-les-Bains, sur la commune d'Amélie-les-Bains-Palalda, dans le département français des Pyrénées-Orientales, sont un établissement thermal d'origine romaine, en activité depuis le XIXe siècle.

## Historique
Les thermes font l'objet d'un classement des monuments historiques depuis le 5 juillet 1905.